# Чурашур (Можгинський район)
Чурашу́р (рос. Чурашур) — присілок в Можгинському районі Удмуртії, Росія.
Урбаноніми:
- вулиці — Молодіжна

## Населення
Населення — 59 осіб (2010; 62 в 2002).
Національний склад станом на 2002 рік:
- удмурти — 92 %